# 江湖告急
《江湖告急》（英語：Jiang Hu ~ "The Triad Zone"）是一部於2000年上映的香港電影。

## 劇情簡介
消息傳出有人要在廿四小時內刺殺黑幫頭目任因久。任因久性格誇張，想藉這次機會擴張勢力，並看清身邊人。他的妻子蘇花、軍師阿偉、貼身保鏢阿愉、情婦JOJO、對頭人陸老四、黑道新人阿虎，還有一直替他坐監的兄弟阿卓，原來都有不為他所知的另一面。

## 演員
| 演員   | 角色                   |
| 梁家輝 | 任因久                 |
| 吳君如 | 蘇花（任因久妻子）     |
| 張耀揚 | 何君愉（任因久保鑣）   |
| 李珊珊 | JoJo（任因久情婦）     |
| 林子善 | JoJo弟弟               |
| 陳奕迅 | 葉偉信（警隊見習督察） |
| 陳輝虹 | 師爺偉（任因久智囊）   |
| 曾志偉 | 阿卓                   |
| 黃秋生 | 關公                   |
| 吴岱融 | 大口連                 |
| 谷祖琳 | 虎女                   |
| 彭敬慈 | 羅金虎                 |
| 李力持 | 牛屎強                 |
| 李兆基 | 虧佬基                 |
| 羅蘭   | 基嫂                   |
| 蕭亮   | 陸四                   |
| 許鞍華 | 十三妹                 |
| 杜汶澤 | 東東                   |
| 吳耀漢 | 小販                   |
| 謝魯駟 | 老表華                 |
| 陸劍青 | 司機葉                 |

## 軼事
在23年後（2023年）的台灣電影《周處除三害》中，主角陳桂林（阮經天飾演）於片首所跟隨的黑社會老大，就是向本電影的主角任因九所致敬。

## 獎項及提名
| 頒獎典禮                  | 獎項       | 名字           | 結果 |
| ------------------------- | ---------- | -------------- | ---- |
| 第7屆香港電影評論學會大獎 | 最佳電影   | 不適用         | 提名 |
| 第7屆香港電影評論學會大獎 | 最佳導演   | 林超賢         | 提名 |
| 第7屆香港電影評論學會大獎 | 最佳編劇   | 陳慶嘉、錢小蕙 | 獲獎 |
| 第7屆香港電影評論學會大獎 | 最佳男演員 | 梁家輝         | 提名 |
| 第7屆香港電影評論學會大獎 | 推薦電影   | 不適用         | 獲獎 |
| 第6屆香港電影金紫荊獎     | 最佳編劇   | 陳慶嘉、錢小蕙 | 提名 |
| 第6屆香港電影金紫荊獎     | 最佳攝影   | 張文寶         | 提名 |
| 第6屆香港電影金紫荊獎     | 十大華語片 | 不適用         | 獲獎 |
| 第20届香港电影金像奖      | 最佳電影   | 不適用         | 提名 |
| 第20届香港电影金像奖      | 最佳編劇   | 陳慶嘉、錢小蕙 | 提名 |
| 第20届香港电影金像奖      | 最佳男主角 | 梁家輝         | 提名 |
| 第20届香港电影金像奖      | 最佳男配角 | 張耀揚         | 提名 |
| 香港特區十周年電影選舉    | 最佳編劇   | 陳慶嘉、錢小蕙 | 提名 |

## 外部連結
- 香港影庫上《江湖告急》的資料（繁體中文）
- 開眼電影網上《江湖告急》的資料（繁體中文）
- 豆瓣电影上《江湖告急》的資料 （简体中文）
- 时光网上《江湖告急》的資料（简体中文）
- AllMovie上《江湖告急》的资料（英文）
- 爛番茄上《江湖告急》的資料（英文）
- 互联网电影数据库（IMDb）上《江湖告急》的资料（英文）